# Périmètre brachial
Le périmètre brachial est la circonférence à mi-distance de la ligne acromion-olécrane, c'est-à-dire la circonférence du bras mesurée entre l'épaule et le coude, au milieu du biceps brachial.

## Utilisation
Il permet d'estimer la masse maigre du sujet, et est un indicateur précieux dans le diagnostic de malnutrition protéino-énergétique. On identifie ainsi, notamment en médecine humanitaire, les enfants dont le risque de décès est élevé et notamment les nourrissons dont le risque de décès est accru.

## Sources

### En anglais
- (en) Carl C. Seltzer, Ralph F. Goldman, et Jean Mayer, « The triceps skinfold as a predictive measure of body density and body fat in obese adolescent girls », Pediatrics, vol. 36, no 2,‎ août 1965, p. 212–218 (PMID 14320030)
- (en) Henry C. Lukascki, Human body composition, Human Kinetics, 2005 (ISBN 9780736046558), « Assessing Muscle Mass »
- (en) Steven B. Heymsfield, Clifford McManus, Janet Smith, Victoria Stevens, et Daniel W. Nixon, « Anthropometric measurement of muscle mass: revised equations for calculating bone-free arm muscle area », American Journal of Clinical Nutrition, vol. 36, no 4,‎ 1982, p. 680–690 (PMID 7124671, lire en ligne [PDF])
- (en) F.I. Katch et T. Hortobagyi, « Validity of surface anthropometry to estimate upper-arm muscularity, including changes with body mass loss », The American Society for Clinical Nutrition, Inc., vol. 52, no 4,‎ 1990, p. 591–595 (PMID 2403053, lire en ligne)
- (en) M. Miller, W. Wong, J. Wu, S. Cavenett, L. Daniels, et M. Crotty, « Upper-Arm Anthropometry: An Alternative Indicator of Nutritional Health to Body Mass Index in Unilateral Lower-Extremity Amputees? », Archives of Physical Medicine and Rehabilitation, vol. 89, no 10,‎ octobre 2008, p. 2031–2033 (PMID 18929034, DOI 10.1016/j.apmr.2008.03.025)
- (en) F. E. Johnston et R. M. Malina, « Age changes in the composition of the upper arm in Philadelphia children », Human Biology, vol. 38, no 1,‎ 1966, p. 1–21 (PMID 5908112)
- (en) William A. Stini, « Reduced sexual dimorphism in upper arm muscle circumference associated with protein-deficient diet in a South American population », American Journal of Physical Anthropology, vol. 36, no 3,‎ 1972, p. 341–351 (PMID 5035060, DOI 10.1002/ajpa.1330360304)
- (en) J.M. Tanner, P.C. Hughes, et R.H. Whitehouse, « Radiographically determined widths of bone muscle and fat in the upper arm and calf from age 3–18 years », Annals of Human Biology, vol. 8, no 6,‎ november–december 1981, p. 495–517 (PMID 7337414, DOI 10.1080/03014468100005351)
- (en) Barbara J. Scott, Handbook of nutrition and food, CRC Press, 2007 (ISBN 9780849392184), « Frame Sizes, Circumferences, and Skinfolds »
- (en) Carol O. Mitchell-Eady and Ronni Chernoff, Geriatric nutrition: the health professional's handbook, Jones & Bartlett Publishers, 2006, 441–446 p. (ISBN 9780763731816), « Nutritional Assessment of the Elderly § Anthropometric Assessment »
- (en) T.G. Lohman, « Skinfolds and body density and their relation to body fatness. A review. », Human Biology, vol. 53, no 2,‎ 1981, p. 181–225 (PMID 7239496)
- (en) Michael R. Hawes et Alan D. Martin, Kinanthropometry and exercise physiology laboratory manual, vol. 1: tests, procedures and data, Routledge, 2001, 21–22 p. (ISBN 9780415236133), « Human body composition »

### En français
- La nutrition dans les pays en développement p138, 217, 240, 465, 482.
- Infirmiers.com